# Seil'da Bajšakov
Seil'da Ikramovič Bajšakov (in russo Сеильда Икрамович Байшаков?; Taraz, 28 agosto 1950 – 12 luglio 2023) è stato un calciatore sovietico, di ruolo difensore.

## Carriera

### Club
Durante la sua carriera giocò principalmente con il Kairat, con cui realizzò 11 reti in 296 presenze in incontri di campionato.

### Nazionale
Contava 2 presenze con la nazionale sovietica.

## Palmarès

### Club

#### Competizioni nazionali
- Pervaja Liga: 1

Qaırat: 1976